# Hospital Geral de Fortaleza
O Hospital Geral de Fortaleza (HGF) é um hospital de nível secundário e terciário, dispondo de ambulatórios especializados e estrutura para cirurgias de alta complexidade, pertencente a rede de saúde pública do estado do Ceará. Localizado no bairro Papicu, na cidade de Fortaleza, estado do Ceará, Brasil, o hospital é integrado ao Sistema Único de Saúde (SUS).
Considerado atualmente maior hospital da rede pública do estado do Ceará é tido como referência em assistência de alta complexidade para as regiões Norte e Nordeste do Brasil.
O hospital oferece, ao todo, 33 especialidades médicas e 64 subespecialidades. Entre alguns serviços do hospital podem se destacar: Neurologia, Neurocirurgia, Oncologia, Cirurgia Vascular, Oftalmologia, Reumatologia, Nefrologia, Ortopedia e Obstetrícia de alto risco.

## Historia
O HGF foi inaugurado no dia 23 de maio de 1969, como unidade pertencente ao extinto Instituto Nacional de Assistência Médica, Previdenciária e Social (Inamps); idealizado para ser Centro de Referência para o Norte e Nordeste no tocante à assistência de alta complexidade.
Desde o ano de 1990, quando ocorreu seu processo de estadualização, o hospital passou a integrar o Sistema Único de Saúde (SUS) na rede assistencial da Secretaria da Saúde do Estado do Ceará (Sesa), órgão do Governo do Estado do Ceará.
Entre os anos de 2012 e 2013 o hospital passou por um momento de superlotação. Durante esse período a área do hall da unidade hospitalar foi convertida em uma sala de atendimentos improvisado, apelidado pelos pacientes de "piscinão". Segundo informações apuradas por veículos de imprensa na época, na sala de atendimento improvisada, as macas ficam a cerca de meio metro uma das outras, quando deveriam estar a uma distância mínima de dois metros e meio, segundo normas da Agência Nacional de Vigilância Sanitária (Anvisa). As macas também são montadas ao lado de lixeiras cobertas com sacos plásticos. Outras lixeiras são espalhadas no chão com lixo hospitalar. O espaço chegou a abrigar 130 pacientes.

## Estrutura
No que se refere a estrutura o HGF possui mais de 500 leitos, incluindo enfermarias, emergência, obstetrícia e unidades de terapia intensiva (UTI) adulto e neonatal. Mensalmente, o hospital realiza em média mais de 20 mil atendimentos ambulatoriais, 800 cirurgias (eletivas e emergenciais) e 220 mil exames laboratoriais.
O hospital é considerado referência nacional no atendimento a pacientes com acidente vascular cerebral (AVC). Logo na chegada à unidade, o paciente passa por triagem com equipe multidisciplinar especializada para realização do encaminhamento interno. Além da unidade de AVC isquêmico, que completou 14 anos de atividade em 2023, o hospital é o único do Brasil a ter uma enfermaria exclusiva para tratamento de AVC hemorrágico.

## Ligações Externas
- Página do Hospital Geral de Fortaleza
- Página da Secretaria de Saúde do Estado do Ceará (Sesa)
- Lista de Hospitais do Ceará